# Ulla (Grammetal)

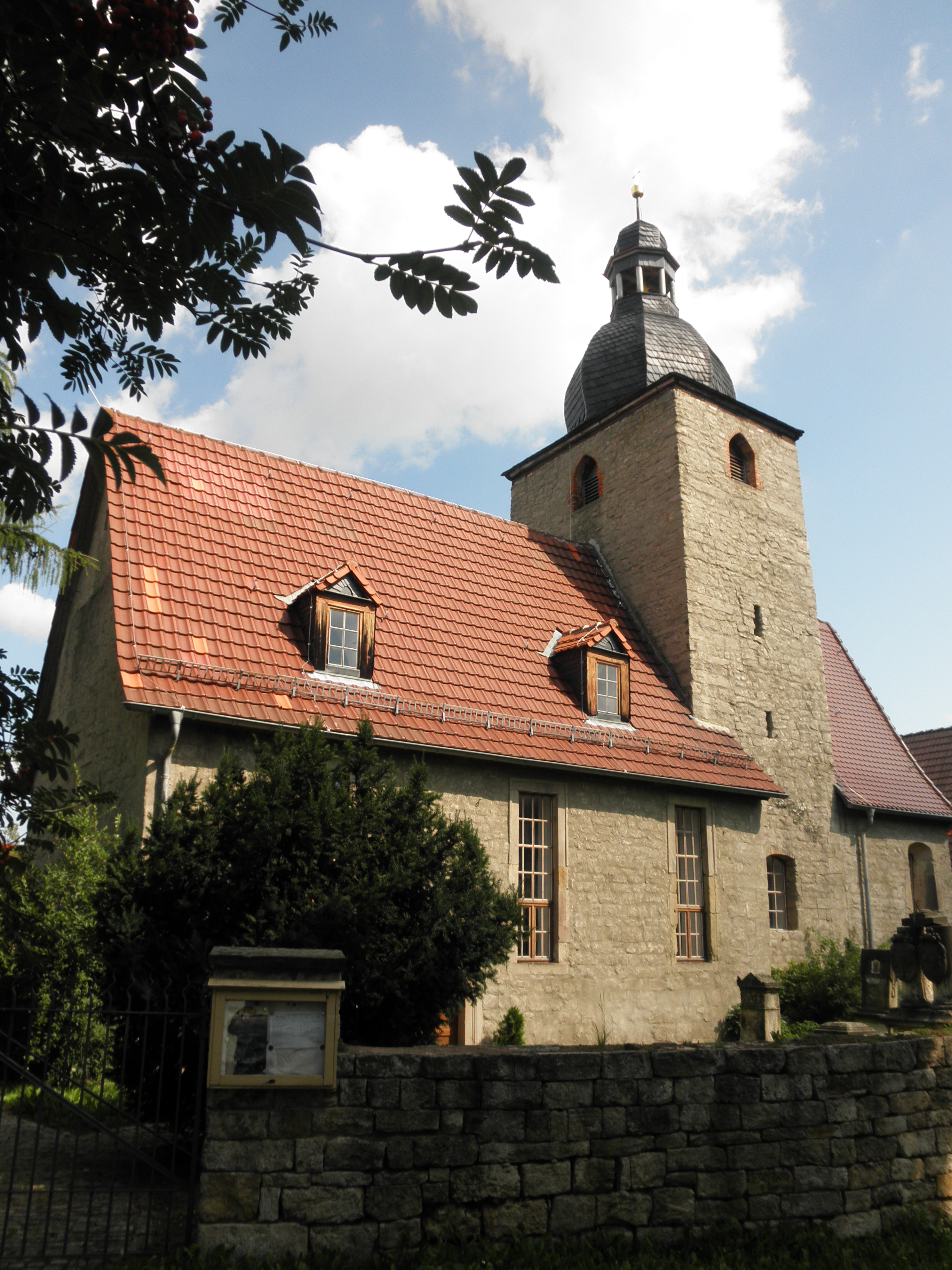
Dorfkirche von Ulla

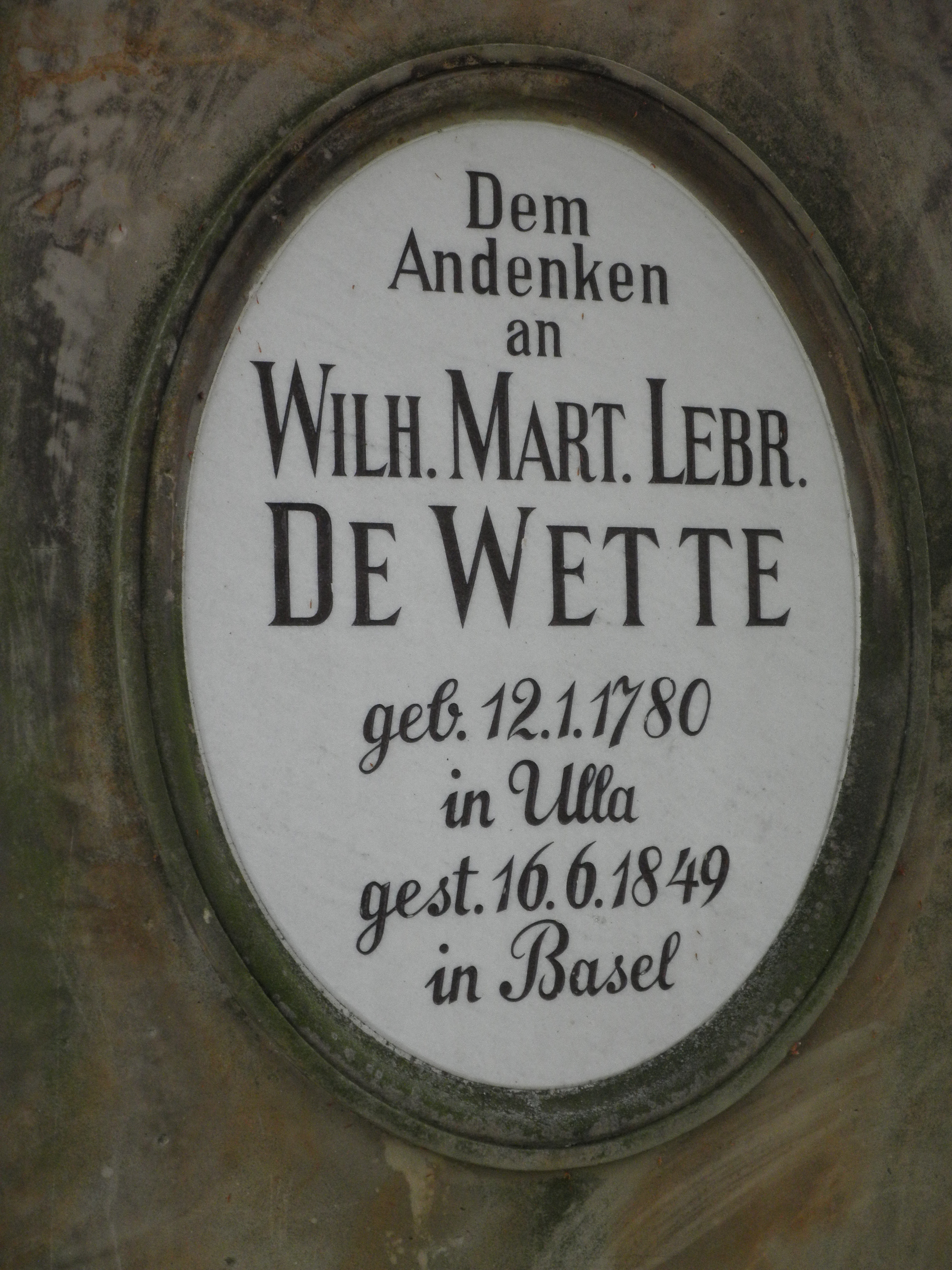
Gedenktafel für Wilhelm Martin Leberecht de Wette in Ulla

Ulla ist ein Ortsteil der Landgemeinde Grammetal im Landkreis Weimarer Land im zentralen Thüringen mit knapp 600 Einwohnern.

## Geografie und Verkehr
Ulla liegt am Rand des Thüringer Beckens südlich des Ettersbergs und nördlich des Tannrodaer Waldlandes auf einer Hochfläche zwischen dem Tal der Gramme im Westen und dem Tal der Ilm im Osten. Die Ortsflur selbst ist unbewaldet und wird intensiv landwirtschaftlich genutzt. Durch seine Lage an der Bundesautobahn 4 und der Bundesstraße 7, etwa 15 Kilometer östlich von Erfurt und fünf Kilometer westlich von Weimar ist Ulla als Wohn- und Gewerbestandort gefragt und die Flur durch eine gewisse Zersiedelung geprägt. Der kleine Ortskern selbst liegt entlang eines alten Verbindungsweges von Erfurt nach Weimar und wurde im 20. Jahrhundert zunächst direkt nach Norden erweitert, wo einige Siedlungsstraßen entstanden. Außerdem entstanden am Niederanger im Osten neue Häuser. Nach der Wiedervereinigung entstand am Brachberg östlich des alten Dorfes eine große Eigenheimsiedlung als Ergebnis starker Suburbanisierungseffekte im Raum Erfurt-Weimar.
Südlich des Dorfes verläuft die Ilmtalbahn in Richtung Weimar und Kranichfeld, die hier einen Haltepunkt besitzt. Dieser ist jedoch nicht nach Ulla benannt, sondern nach dem etwas weiter entfernten Dorf Nohra. Am Bahnhof befindet sich eine weitere Siedlung aus DDR-Zeiten, die zu Ulla gehört. Südlich des Bahnhofs liegt das Gewerbegebiet Ulla-Nohra-Obergrunstedt (UNO), eines der größten Gewerbegebiete Thüringens, das den Großteil der Fläche zwischen Ulla und den südlichen Nachbardörfern Nohra, Obergrunstedt und Niedergrunstedt einnimmt und zahlreiche Unternehmen, besonders aus der Logistikbranche, beheimatet. Weitere Nachbarorte sind Hopfgarten im Nordwesten und Tröbsdorf im Nordosten.

## Kultur und Geschichte
Die evangelische Dorfkirche St. Georg wurde 1257 erstmals erwähnt. Sie hatte ursprünglich einen romanischen Rundbogeneingang auf ihrer Nordseite. 1472 erhielt sie einen gotischen Chorraum. Kurz nach 1700 wurde der Turm aufgestockt.
Der Ort selbst wurde schon 1249 erstmals urkundlich erwähnt. Zunächst war Ulla Teil der Grafschaft Vieselbach, die im Thüringer Grafenkrieg 1343 durch Kauf an die Stadt Erfurt fiel. Im Ort waren neben dem Ministerialengeschlecht derer von Ulla auch die Grafen von Weimar-Orlamünde, das Erfurter Peterskloster sowie die Klöster Georgenthal und Oberweimar begütert. Die Klostergüter gingen nach der Reformation an die neugegründete Universität Jena über, während die Landesherrschaft über Ulla bei Erfurt und damit nach 1664 bei Kurmainz verblieb. 1815 wurde Ulla Teil des Großherzogtums Sachsen-Weimar-Eisenach.

## Persönlichkeiten
Am 12. Januar 1780 wurde in Ulla der lutherische Theologieprofessor Wilhelm Martin Leberecht de Wette als Sohn des Pfarrers geboren. An ihn erinnert heute ein 1881 errichtetes Denkmal. Nachdem 1938 auf dem Schulplatz ein nationalsozialistisches Denkmal errichtet worden war, musste das de-Wette-Denkmal auf den Kirchhof verbracht werden. Erst nach der friedlichen Revolution konnte das Denkmal an seinem alten Ort errichtet werden.